# 8909 Ohnishitaka
8909 Ohnishitaka eller 1995 WL7 är en asteroid i huvudbältet som upptäcktes den 27 november 1995 av den japanska astronomen Takao Kobayashi vid Ōizumi-observatoriet. Den är uppkallad efter Takafumi Ohnishi.
Asteroiden har en diameter på ungefär 6 kilometer.